# Ebenales
Ebenales é uma ordem de plantas dicotiledóneas. No sistema de Cronquist (1981) ela é composta por 5 famílias:
- Ebenaceae
- Lissocarpaceae
- Sapotaceae
- Styracaceae
- Symplocaceae

No sistema APG II esta ordem não existe.